# Ture Jönsson (Svarte skåning)
Svarte Ture Jönsson (Svarte skåning), född på 1400-talet, död 1481, var en svensk riddare, riksråd och lagman.

## Biografi
Svarte Ture Jönsson (Svarte skåning) föddes på 1400-talet. Han var son till Svarte Jöns (Svarte skåning). Ture Jönsson nämndes första gången 1440 och nämns  som riddare första gången 1 februari 1442. Han dubbades troligen kung Kristoffers köning 14 september 1441. Ture Jönsson var 1453 riksråd och 1454 lagman i Västergötlands lagsaga. Han var 1457 hövitsman på Axevalla hus och efterträddes 1462 av brodern Åke Jönsson (Svarte skåning). Ture Jönsson avled 1481 och begravdes i Vadstena.

### Egendom
Ture Jönsson hade Åkerö slott i Bettna socken som sätesgård. Han ägde jord i Gudhems härad, Kinds härad, Kinne härad, Kullings härad, Kåkinds härad, Kållands härad, Marks härad, Redvägs härad, Skånings härad, Vadsbo härad, Vartofta härad, Vilske härad, Viste härad,  och Ås härad i Västergötland, i Mo härad, Tveta härad, Norra Vedbo härad och Västbo härad i Småland, i Oppunda härad, Rönö härad, Selebo härad, Öknebo härad och Österrekarne härad i Södermanland, i Göstrings härad och Vifolka härad i Östergötland.

### Familj
Ture Jönsson gifte sig senast 1455 med Birgitta Henriksdotter (Snakenborg), dotter till riksrådet Henrik Snakenborg. De fick tillsammans barnen abbedissan Margareta Thuresdotter vid Vadstena kloster, Henrik Turesson, en dotter som var gift med Peder Bonde (Sparre af Rossvik), Ölgard Turesdotter som var gift med höradshövdingen Peder Magnusson Brahe i Oppunda härad och Karin Turesdotter (död 1500) som var gift med riddaren Bengt Åkesson (Tott).